# Rarahu nitida
Genre
Espèce
Rarahu nitida, unique représentant du genre Rarahu, est une espèce d'araignées aranéomorphes de la famille des Salticidae.

## Distribution
Cette espèce est endémique de Upolu aux Samoa,.

## Description
Le mâle holotype mesure 3,5 mm.
Le mâle décrit par Marples en 1964 mesure 1,90 mm et la femelle 2,34 mm.

## Publication originale
- Berland, 1929 : Araignées (Araneida). Insects of Samoa and other Samoan terrestrial Arthropoda, London, vol. 8, p. 35-78 (texte intégral).